# Jiří Pokorný
Jiří Pokorný (nascido em 14 de outubro de 1956) é um ex-ciclista olímpico tchecoslovaco. Representou sua nação em duas edições dos Jogos Olímpicos: Montreal 1976 e Moscou 1980. Conquistou a medalha de bronze em 1980, na prova de perseguição por equipes (4 000 m).